# Echerschwang

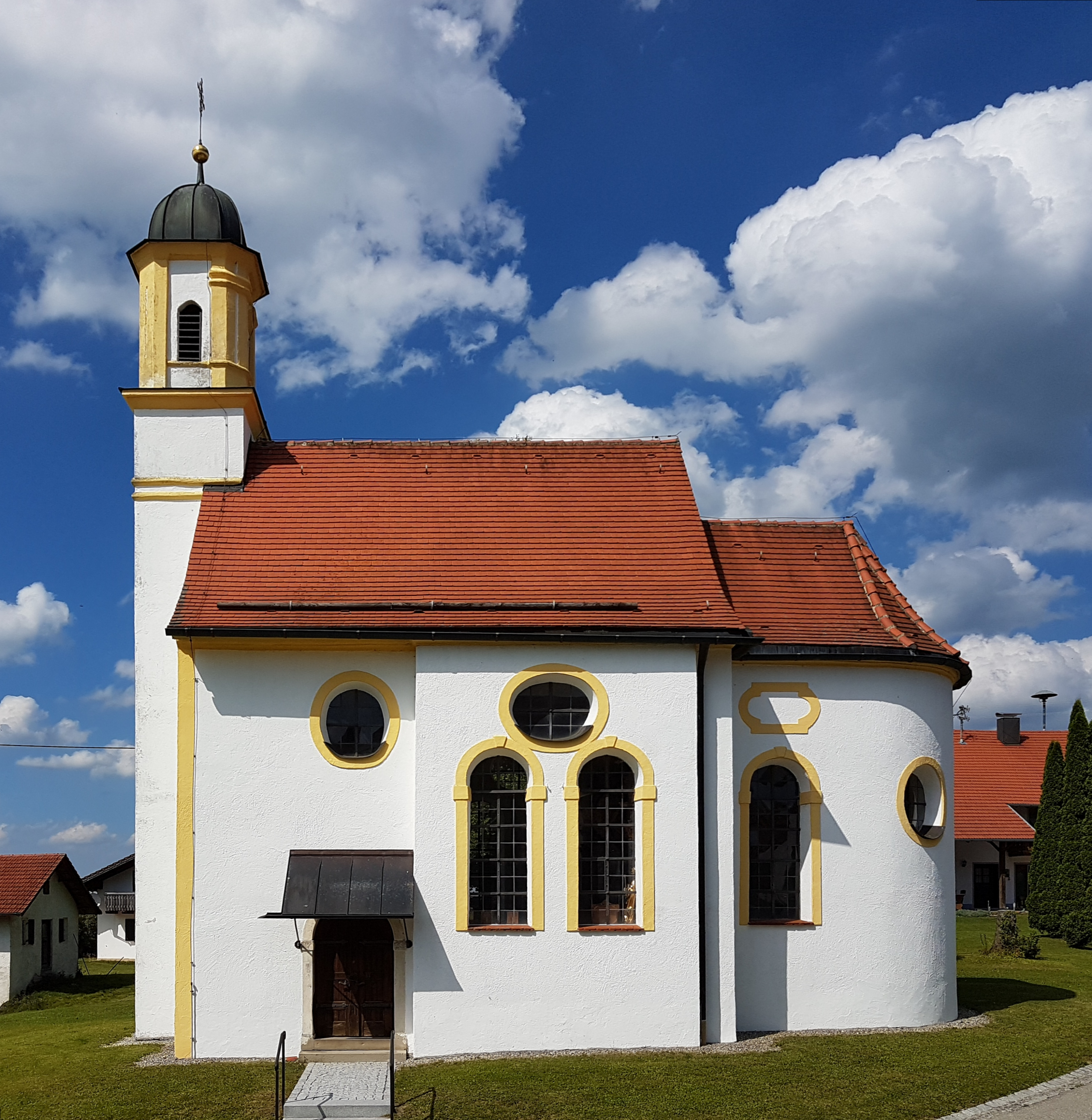
Kapelle St. Erasmus

Echerschwang ist ein Gemeindeteil von Bernbeuren im oberbayerischen Landkreis Weilheim-Schongau.
Echerschwang bildete mit den umliegenden Weilern und Einöden im 19. Jahrhundert eine eigene Gemeinde im Bezirksamt Schongau.
Das Dorf liegt circa einen Kilometer südlich von Bernbeuren und ist über die Kreisstraße WM 3 zu erreichen.

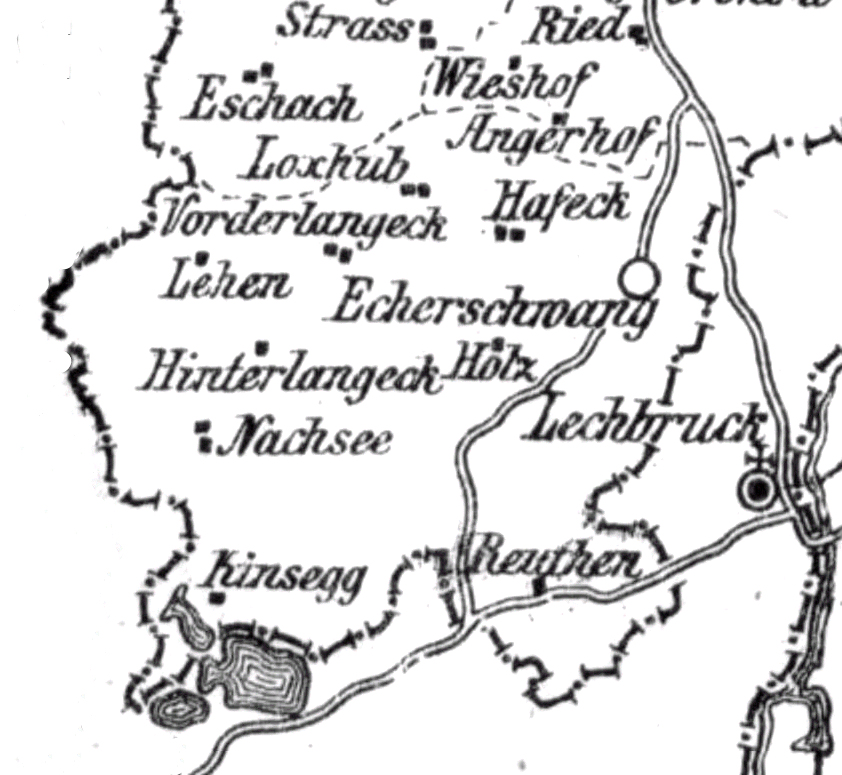
Echerschwang auf der Administrativ-Karte des Regierungsbezirkes Oberbayern von 1885

## Baudenkmäler
Siehe: Liste der Baudenkmäler in Echerschwang
- Kapelle St. Erasmus